# Монвалан (Тарн)
Монвала́н (фр. Montvalen, окс. Montvalent) — коммуна во Франции, находится в регионе Юг — Пиренеи. Департамент — Тарн. Входит в состав кантона Виньобль и Бастид. Округ коммуны — Альби.
Код INSEE коммуны — 81185.

## География

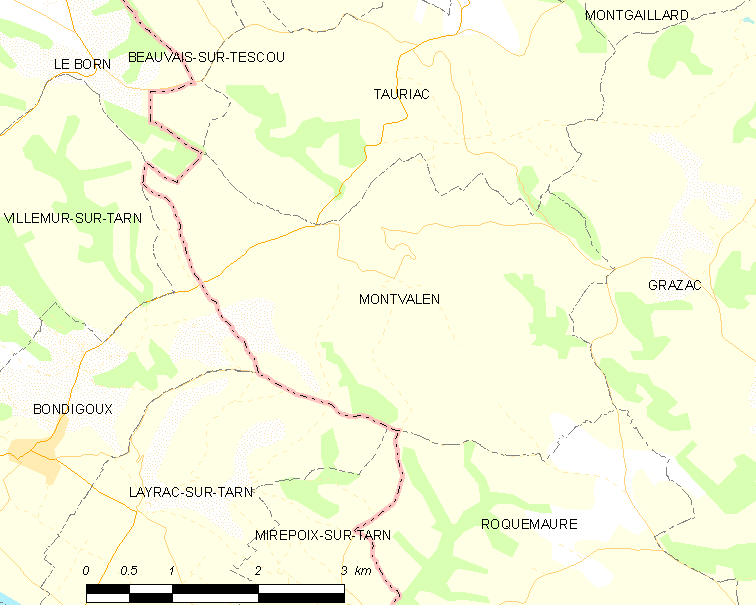
Карта коммуны

Коммуна расположена приблизительно в 560 км к югу от Парижа, в 32 км севернее Тулузы, в 45 км к западу от Альби.

## Климат
Климат умеренно-океанический. Зима мягкая и дождливая, лето жаркое с частыми грозами. Ветры довольно редки.

## Население
Население коммуны на 2010 год составляло 204 человека.
| 1962 | 1968 | 1975 | 1982 | 1990 | 1999 | 2010 |
| ---- | ---- | ---- | ---- | ---- | ---- | ---- |
| 177  | 165  | 138  | 121  | 134  | 157  | 204  |

## Администрация
| Период | Период | Фамилия      | Партия | Примечания |
| ------ | ------ | ------------ | ------ | ---------- |
| 2001   | 2008   | Ален Тюррок  |        |            |
| 2008   | 2020   | Ги Пандарьес |        |            |

## Экономика
В 2007 году среди 139 человек в трудоспособном возрасте (15—64 лет) 98 были экономически активными, 41 — неактивными (показатель активности — 70,5 %, в 1999 году было 62,7 %). Из 98 активных работали 90 человек (47 мужчин и 43 женщины), безработных было 8 (2 мужчин и 6 женщин). Среди 41 неактивных 15 человек были учениками или студентами, 13 — пенсионерами, 13 были неактивными по другим причинам.